# Gnamptogenys alfaroi
Gnamptogenys alfaroi é uma espécie de formiga do gênero Gnamptogenys.